# Tariq Yunus
Tariq Yunus (Urdu طارق یونس; * 16. Oktober 1946 in Karatschi, Britisch-Indien; † 26. August 1994 in Bombay, heute Mumbai, Indien) war ein indischer Schauspieler.

## Leben
Yunus war der Bruder des Politikers Kunwar Khalid Yunus. Er bekam erste Rollen in Kinderstücken des lokalen Hörfunks. Während seines Geologiestudiums schloss er sich einer Theatergruppe des Arts Council an.
Zwei Monate vor seinem Abschluss in Geologie im Jahr 1962 reiste Yunus nach Großbritannien, um dort sein Glück zu machen. Mit nur 10 Pfund in der Tasche musste er einen Job als Aushilfe bei einem Milchmann annehmen. Er lebte auch als professioneller Kartenspieler.
Ohne richtige Ausbildung begann Yunus als Statist zu arbeiten, was ihm Rollen in The Wednesday Play, Crown Court, Sykes, Father Brown, It Ain’t Half Hot Mum, Angels, dem Doctor-Who- Klassiker The Robots of Death, The Professionals, Strangers, Terry and June, The Dick Emery Show, Hammer House of Horror, Shoestring, Minder, The Bill, Around the World in 80 Days, Inspector Morse und House of Cards einbrachte. Im Laufe der Zeit ergatterte er größere und regelmäßigere Rollen, beispielsweise die eines Hochstaplers in A Passage to India (für Play for Today), Jashir Singh Mahail in der in Birmingham angesiedelten Dramaserie Gangsters, Dr. Khan in We’ll Think of Something und Harry Patel in News at Twelve.
Später konzentrierte sich Yunus mehr auf das Schreiben und die Entwicklung eigener Projekte, was ihn zurück in seine Heimat Indien führte, wo er jedoch weiterhin als Schauspieler tätig war. Viele Jahre lang war er Gründungsmitglied des Afro-Asiatischen Komitees von Equity, das die Karrieren von Schauspielern anderer ethnischer Minderheiten förderte. Für Star (1982) und eine Folge von Screen Two (1988) schrieb er das Drehbuch.
1994 führte Yunus im Prithvi Theatre in Bombay Regie. In dieser Zeit erkrankte er an Typhus, starb im Haus seines Freundes Jalal Agha, des Sohnes des Bollywood-Schauspielers Agha, an einem Herzinfarkt.

## Filmographie
- 1969: The Wednesday Play
- 1970: Figures in a Landscape
- 1973: The Regiment
- 1973: The Kids from 47A
- 1974: Men of Affairs
- 1974: Childhood
- 1978: East of Elephant Rock
- 1978: Rosie Dixon – Night Nurse
- 1979: Ashanti
- 1979: The Golden Lady
- 1980: Shoestring
- 1980: Gefrier-Schocker
- 1982: Who Dares Wins
- 1982: Der Aufpasser
- 1975–1981: Play for Today
- 1975–1983: Angels
- 1983: Mord nach Plan
- 1984: A Talent for Murder
- 1984: Mitch
- 1987: The Fourth Protocol
- 1987: Partition
- 1987: The Marksman
- 1988: Das Geheimnis der Ritualmorde
- 1988: Screen Two
- 1988: The Deceivers
- 1989: Scandal
- 1986, 1990: The Bill
- 1989: Nice Work
- 1989: Hard Cases
- 1989: Shalom Salaam
- 1989: In 80 Tagen um die Welt
- 1990: Inspektor Morse, Mordkommission Oxford
- 1990: Ein Kartenhaus
- 1993: Bedardi
- 1994: Bollywood